# Červená středa
Červená středa je mezinárodní památný den poslední středu před začátkem adventu a patří připomínce lidí pronásledovaných pro svou náboženskou víru. Podle různých zdrojů se akce týká převážně pronásledovaných křesťanů.
V českých zemích jde o židovsko-křesťanskou ekumenickou aktivitu, kterou za finanční podpory Ministerstva kultury organizačně zaštiťuje Česká biskupská konference ve spolupráci s Ekumenickou radou církví v ČR a Federací židovských obcí v ČR. Možnosti zapojení dalších institucí, spolků i jednotlivců jsou však otevřené.
Svým názvem odkazuje k červenému světlu, jež symbolizuje krev trpících pro své náboženství.